# Hilário (pintor)
Hilário (em latim: Hilarius; 395) foi filósofo e pintor romano do século IV, ativo durante o reinado do imperador Teodósio I (r. 378–395). Originário da Bitínia, era pagão e um dos amigos no sofista Eunápio. Quando idoso passou seus dias em Atenas. Foi capturado pelos visigodos de Alarico (r. 395–410) em 395 em sua residência próximo de Corinto e foi decapitado junto de seus escravos.